# Kommunens Väl (Herrljunga)
Kommunens väl är ett lokalt politiskt parti i Herrljunga kommun.
Partiet bildades 2006 som en protest mot nedläggningen av badhuset i Ljung-Annelund. Det första partiprogrammet innehöll främst krav på öppning av badhuset, bevarande av byskolor och förbättringar av barnomsorg, vägar och kollektivtrafik. 
I kommunvalet 2006 fick Kommunens väl 29,6 procent av rösterna och blev största parti. I valkretsen Ljung fick partiet över 65 procent av rösterna. 
Valresultat
| År   | Andel   | Mandat   | Röster |
| ---- | ------- | -------- | ------ |
| 2006 | 29,60 % | 12 av 41 | 1 746  |
| 2010 | 20,04 % | 8 av 41  | 1 205  |
| 2014 | 9,29 %  | 3 av 31  | 577    |
| 2018 | 9,36 %  | 3 av 31  | 596    |